# Заремби (Ґродзиський повіт)
Заремби (пол. Zaręby) — село в Польщі, у гміні Жаб'я Воля Ґродзиського повіту Мазовецького воєводства.
Населення — 189 осіб (2011).
У 1975-1998 роках село належало до Скерневицького воєводства.

## Демографія
Демографічна структура станом на 31 березня 2011 року:
|          | Загалом | Допрацездатний вік | Працездатний вік | Постпрацездатний вік |
| -------- | ------- | ------------------ | ---------------- | -------------------- |
| Чоловіки | 96      | 18                 | 68               | 10                   |
| Жінки    | 93      | 16                 | 56               | 21                   |
| Разом    | 189     | 34                 | 124              | 31                   |